# Орден Цинцинната
Орден Цинцинната — орден (организация), названный именем римского патриция середины V века до н. э. Луция Квинкция Цинцинната (дважды диктатора Римской республики).

## История
Орден был основан в США 13 мая 1783 г. и символизировал доблесть, скромность и верность общественному долгу. По замыслу учредителей, орден был не знаком отличия, а организацией наиболее достойных представителей американского общества, принятие в члены которой представляло особо высокую честь. В состав ордена принимались американские и иностранные офицеры, которые принимали участие в Войне за независимость североамериканских колоний.
Среди учредителей были:
- Джордж Вашингтон — главнокомандующий Континентальной армии;
- Мари Жозеф де Лафайет — офицер французской армии, которому Конгресс поручил составить список офицеров-иностранцев, которые, по его мнению, достойны этого ордена, а также предоставил возможность лично их наградить;
- Пьер Шарль Ланфан — французский художник и скульптор, с 1783 г. майор инженерных войск американской армии. Изготовил эскиз знака ордена Цинцинната, а впоследствии составил первый проект строительства столицы США — Вашингтона;
- Граф де Рошамбо — командующий французским экспедиционным корпусом, который прибыл на помощь американским борцам за независимость.

Среди первых награждённых был Тадеуш Костюшко. Орденом Цинцинната был награждён также французский моряк Жан-Франсуа де Лаперуз, воевавший на море с англичанами во время Войны за независимость. 
В 1790 году член ордена и губернатор Северо-Западной территории Артур Сент-Клэр переименовал город Лосантивиль в Цинциннати.

## Утрата статуса и современное состояние
С самого начала орден (как организация) подвергался критике в американском обществе как попытка основать в республиканском государстве (США) наследственную аристократию. Всего несколько десятилетий спустя после основания орден превратился в закрытую наследственную организацию, и в этом качестве существует до настоящего времени. Таким образом, знак ордена уже не рассматривается в составе системы американских наград.

## Иллюстрации

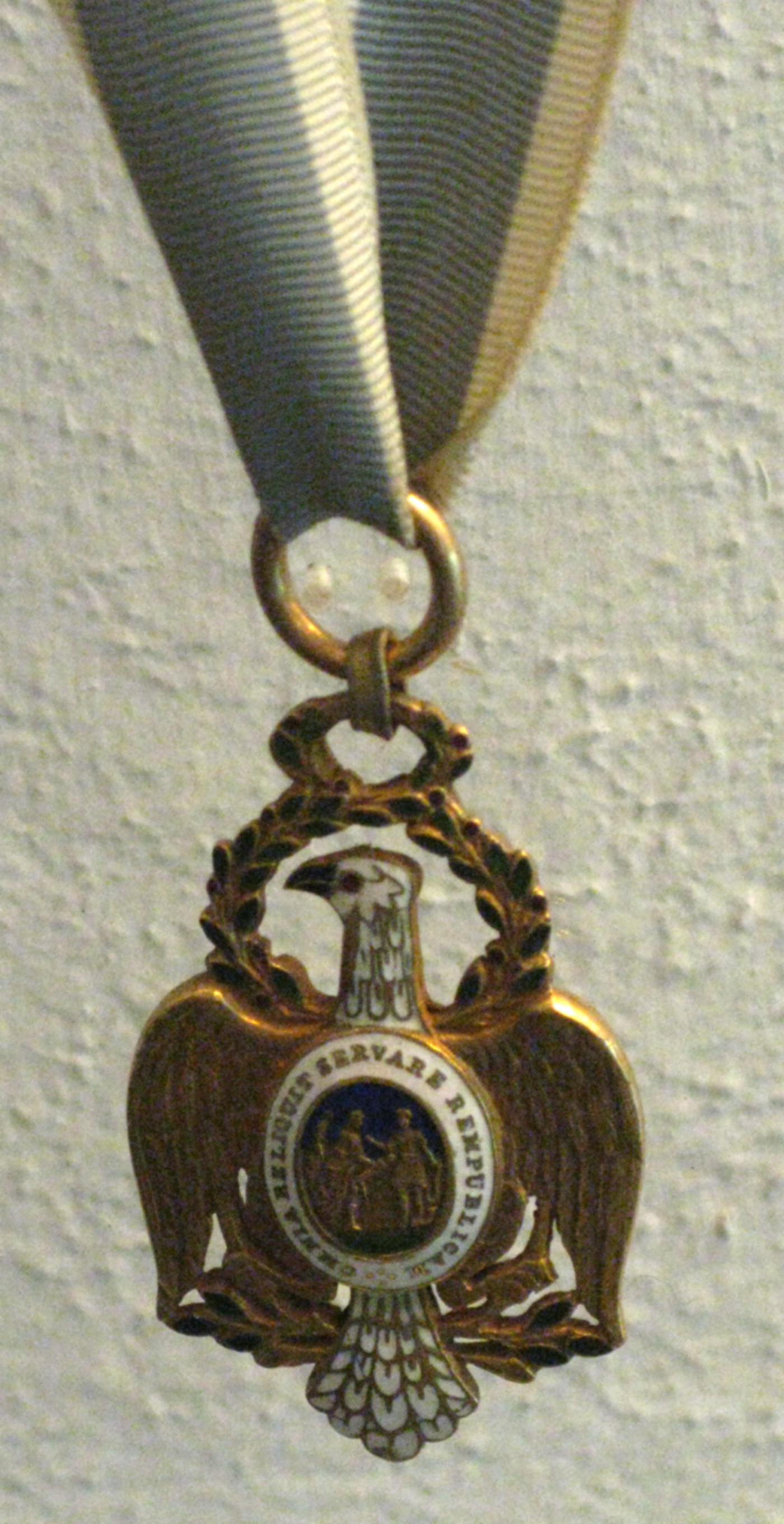
Знак ордена Цинцинната, вручённый Тадеушу Костюшко
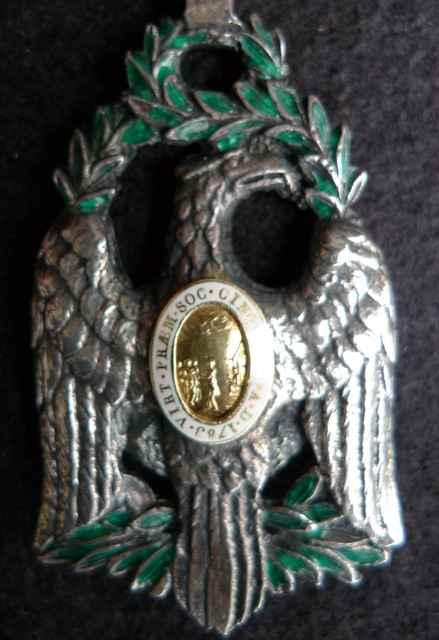
Знак ордена Цинцинната (поздний вариант)
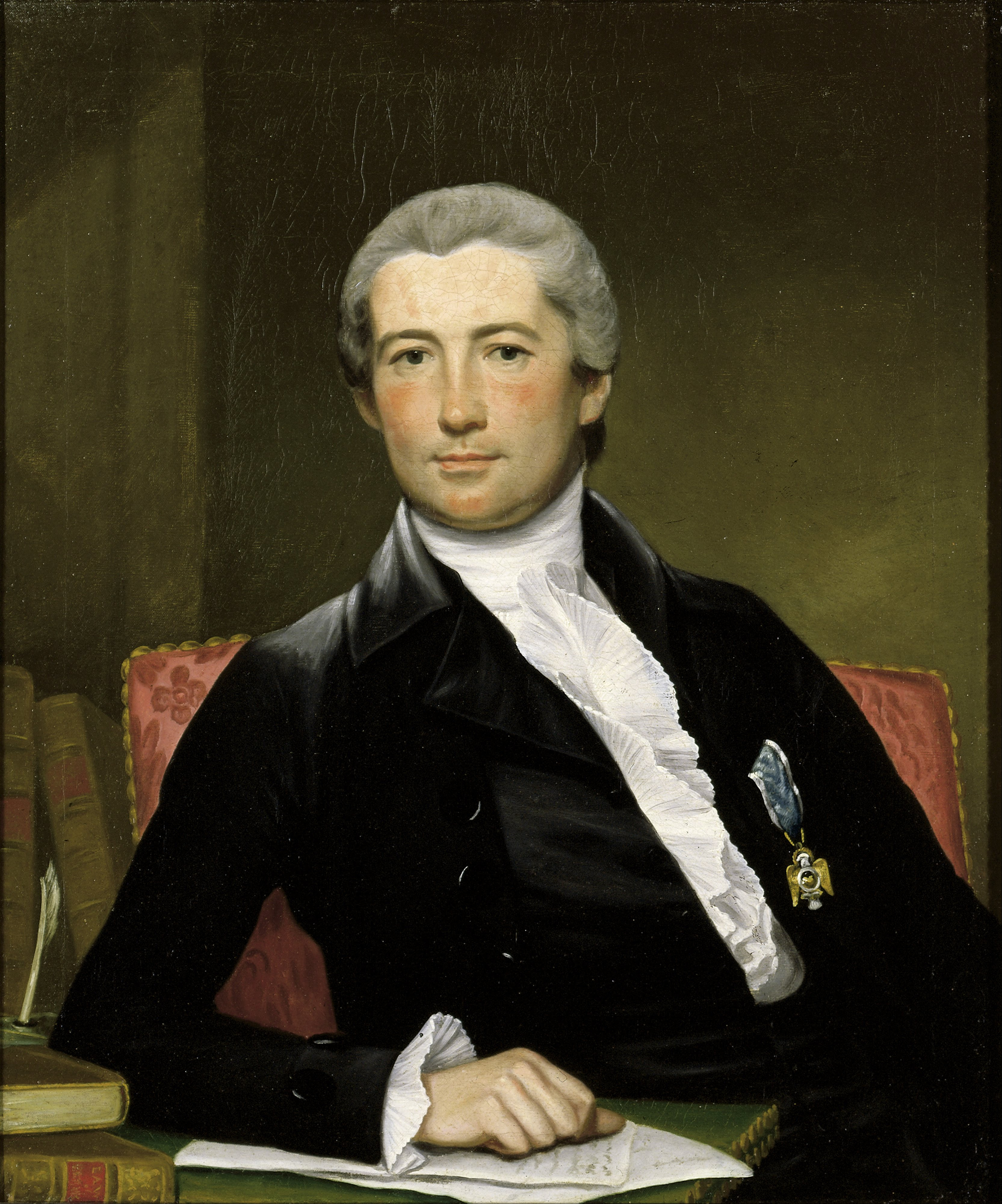
Портрет генерала Джайлза со знаком ордена Цинцинната